# Carlos Valdes (ator)
Carlos David Valdes (Santiago de Cali, 20 de abril de 1989) é um ator, cantor, compositor e músico colombiano-americano. Teve destaque por interpretar Cisco Ramon / Vibro na série de TV The Flash, da The CW.

## Biografia
Valdes se mudou da Colômbia para Miami quando tinha 5 anos, depois se mudou novamente para Marietta, Geórgia. Ele estudou na Universidade de Michigan com os atores do grupo de teatro StarKid Productions. Em 2011, após se formar, Valdes se dedicou inteiramente ao teatro.
Entre 2009 e 2011, ele participou das produções teatrais de High School Musical e The Wedding Singer. Ele foi também um substituto na turnê nacional de Jersey Boys.
De março de 2013 a março de 2014, ele interpretou o papel de Andrej no musical Once, na qual ele também tocou piano, guitarra, ukulele, baixo e percussão. Em 2013, o musical foi indicado ao Tony Award.
Em 2014, Valdes fez sua estreia televisiva na série americana Arrow, antes de aparecer na série derivada, The Flash, como um membro principal no papel de Francisco "Cisco" Ramón (Vibe, ou Vibro, em português), um genial engenheiro. Cisco é parte da equipe da S.T.A.R. Labs, assim como o Dr. Harrison Wells e Caitlin Snow, que ajudam Barry Allen com seus superpoderes.
Em junho de 2015, foi revelado que Valdes emprestou sua voz a Cisco Ramon na websérie animada Vixen.

## Filmografia
| Ano           | Título                    | Papel              | Notas                                     |
| ------------- | ------------------------- | ------------------ | ----------------------------------------- |
| 2014-2016     | Arrow                     | Cisco Ramon        | 5 episódios                               |
| 2014-presente | The Flash                 | Cisco Ramon / Vibe | Elenco principal                          |
| 2015-2016     | Vixen                     | Cisco Ramon        | Web-série; personagem de voz; 2 episódios |
| 2016-presente | Legends of Tomorrow       | Cisco Ramon        | 3 episódios                               |
| 2016-presente | Supergirl                 | Cisco Ramon        | 2 episódios                               |
| 2017          | Freedom Fighters: The Ray | Cisco Ramon        | Web-série; personagem de voz              |
|               | The Man Band              | Cisco Ramon        | fictício                                  |

## Discografia
- 2013: "1001 Nights (Versão Pop)" com Britney Coleman - Trilha sonora de Twisted
- 2013: Space Age - EP
- 2015: Night Off - EP
- 2015: "Open Your Eyes"